# Beat Feuz
Beat Feuz (Schangnau, 11. veljače 1987.) je švicarski alpski skijaš. 

## Privatno
Živi u Švicarskoj u Schangnauu gdje mu otac ima elektro instalacijsku firmu koja mu je ujednako i jedan od sponzora. I završio je za zidara. 

## Prve pobjede u Svjetskom kupu
Ukupno ima 16 pobjeda (13 u spustu, 3 u superveleslalomu)
| Datum              | Skijalište       | Disciplina      |
| ------------------ | ---------------- | --------------- |
| 10. ožujka 2007.   | Kvitfjell        | spust           |
| 22. siječnja 2010. | Gröden           | superveleslalom |
| 23. siječnja 2010. | Wengen           | spust           |
| 22. siječnja 2011. | Krasnaja Poljana | spust           |
| 2. ožujka 2012.    | Kvitfjell        | superveleslalom |

## Vanjske poveznice
- Službena internetska stranica  Arhivirana inačica izvorne stranice od 31. siječnja 2012. (Wayback Machine)
- Službena stranice oca i spozora Beata Feuza  Arhivirana inačica izvorne stranice od 7. svibnja 2013. (Wayback Machine)